# Machinemade God
Machinemade God est un groupe de metalcore allemand, originaire d'Essen. Le groupe est formé en 2003, et publie un premier album, intitulé The Infinity Complex en 2006. Leur deuxième album, Masked est publié un an après, en 2007. Le groupe ne donnera plus signe de vie depuis 2008.

## Biographie
En 2003, le groupe est formé avec le chanteur Florian Velten, les guitaristes Holger Kiparski et Sky van Hoff, le bassiste Sven Luppus et le batteur Max Kotzmann. Machinemade God fait des concerts avec des noms importants du metalcore comme Caliban, God Forbid ou As I Lay Dying. Une première démo de quatre chansons est publié en 2004.
En avril 2005, le groupe va au Danemark pour enregistrer son premier album, The Infinity Complex, produit par Jacob Bredahl, le chanteur de Hatesphere. Il participe au Pressure Festival. En novembre la même année, le groupe signe au label Metal Blade Records. Début 2006 sort l'album The Infinity Complex produit par Jacob Bredahl de Hatesphere, et masterisé par Ziggy aux ZigZound Studios. Durant l'été 2006, le groupe fait une tournée européenne avec Evergreen Terrace. 
En 2007, Machinemade God fait une tournée allemande comme tête d'affiche. En janvier 2007, ils se séparent du guitariste Holger Kiparski qui est remplacé par Marc Niedersberg. Machinemade God enregistre ensuite son deuxième album, Masked, une suite de The Infinity Complex, produite par Sky van Hoff, le guitariste du groupe,. L'album sort le 24 août sur Metal Blade Records. En novembre 2007, ils annoncent leur séparation avec le bassiste Sven Luppus, qui doit se consacrer à sa famille, et son remplacement par David Battler.
En 2008, les membres originels quittent le groupe, seul Sky van Hoff reste comme membre permanent du groupe. Aucune nouvelle sortie sera effectuée depuis.

## Membres

### Derniers membres
- Sky Hoff - guitare, chant clair (2004-?)
- David Dattler - basse (2007-?)
- Marc Niedersberg - guitare (2007-?)

### Anciens membres
- Sven Luppus - basse (2003-2007)
- Sebastian Goeb - batterie (2003-2004)
- Marc « Devo » Kuesters - batterie (2003)
- Holger Kiparski - guitare (2003-2007)
- Flow Velten - chant (2003-2008)
- Max Kotzmann - batterie (2004-2007)
- Sven Kalinowski - batterie (2007-2008)

## Discographie
- 2006 : The Infinity Complex
- 2007 : Masked